# Puente Victor Bodson
El Puente Victor Bodson (en luxemburgués: Victor-Bodson-Bréck; en francés: Pont Victor Bodson) es un puente atirantado en Hesperange, en el sur de Luxemburgo. Rodea los suburbios al sureste de la ciudad de Luxemburgo, y lleva a la autopista A1 entre Howald y Itzig, sobre el valle del Alzette.
El puente fue terminado en 1993, como parte de la ampliación de la A1 desde Senningerberg (que sirve al aeropuerto internacional de Luxemburgo) al sur de la ciudad de Luxemburgo. El puente es de 260 metros (280 yardas) de largo, y se encuentra a 40 metros (44 m) por encima del nivel del Alzette. El puente tiene un total de 27 metros (30 yardas) de ancho, consta de dos carriles que se desarrollan en cada sentido, separados por una mediana central, junto con dos aceras de emergencia.